# Zac Seljaas
Zachary Todd Seljaas, detto Zac (Bountiful, 11 luglio 1997), è un cestista statunitense.